# Adéphagie
Dans la mythologie grecque, Adéphagie (en grec ancien : Ἀδηφαγία / Adêphagía) est la déesse personnifiant la gourmandise.

## Culte
Adéphagie n'est mentionnée que par une seule source, Claude Élien (IIe – IIIe siècles), qui rapporte qu'elle serait adorée dans un temple sur l'île de Sicile aux côtés de Déméter :

« On dit qu'en Sicile il y a un temple consacré à la voracité [Adéphagie], et une statue de Cérés, sous le nom de Sito. »